# Arnold Franz Brasz
Arnold Franz Brasz (* 19. Juli 1888 in Polk County, Wisconsin, USA; † 1. April 1966 in Glendale, Kalifornien) war ein US-amerikanischer Maler, Bildhauer und Grafiker.

## Leben
Arnold Franz Brasz wurde 1888 in Polk County, Wisconsin geboren. Er studierte an der Minneapolis School of Fine Arts und bildete sich ferner bei Robert Henri in New York weiter. Anfang der 1920er Jahre verbrachte er seine Zeit zwischen Südkalifornien und Wisconsin. Brasz war in der amerikanischen Kunstszene insbesondere während der ersten Hälfte des 20. Jahrhunderts aktiv. Arnold Franz Brasz schuf zahlreiche Gemälde, Skulpturen und Druckgrafiken. Zu seinen öffentlichen Aufträgen zählt das Wandbild Fruit Pickers von 1940 im Rathaus von Redlands, Kalifornien, das vier amerikanische Ureinwohner als Landarbeiter darstellt.